# Mürlenbach
Mürlenbach in der Vulkaneifel ist eine Ortsgemeinde im Landkreis Vulkaneifel in Rheinland-Pfalz. Sie gehört der Verbandsgemeinde Gerolstein an. Mürlenbach ist ein staatlich anerkannter Erholungsort.

## Geographie
Mürlenbach liegt im Naturpark Vulkaneifel sowie teilweise im Landschaftsschutzgebiet „Gerolstein und Umgebung“.
Zu Mürlenbach gehören auch die Wohnplätze Etzenberg, Grindelborn, Hanert, Hardt, Haus Hersbach, Im Kreuzchen und Steinich sowie ein Teil des Weilers Weißenseifen.

## Geschichte

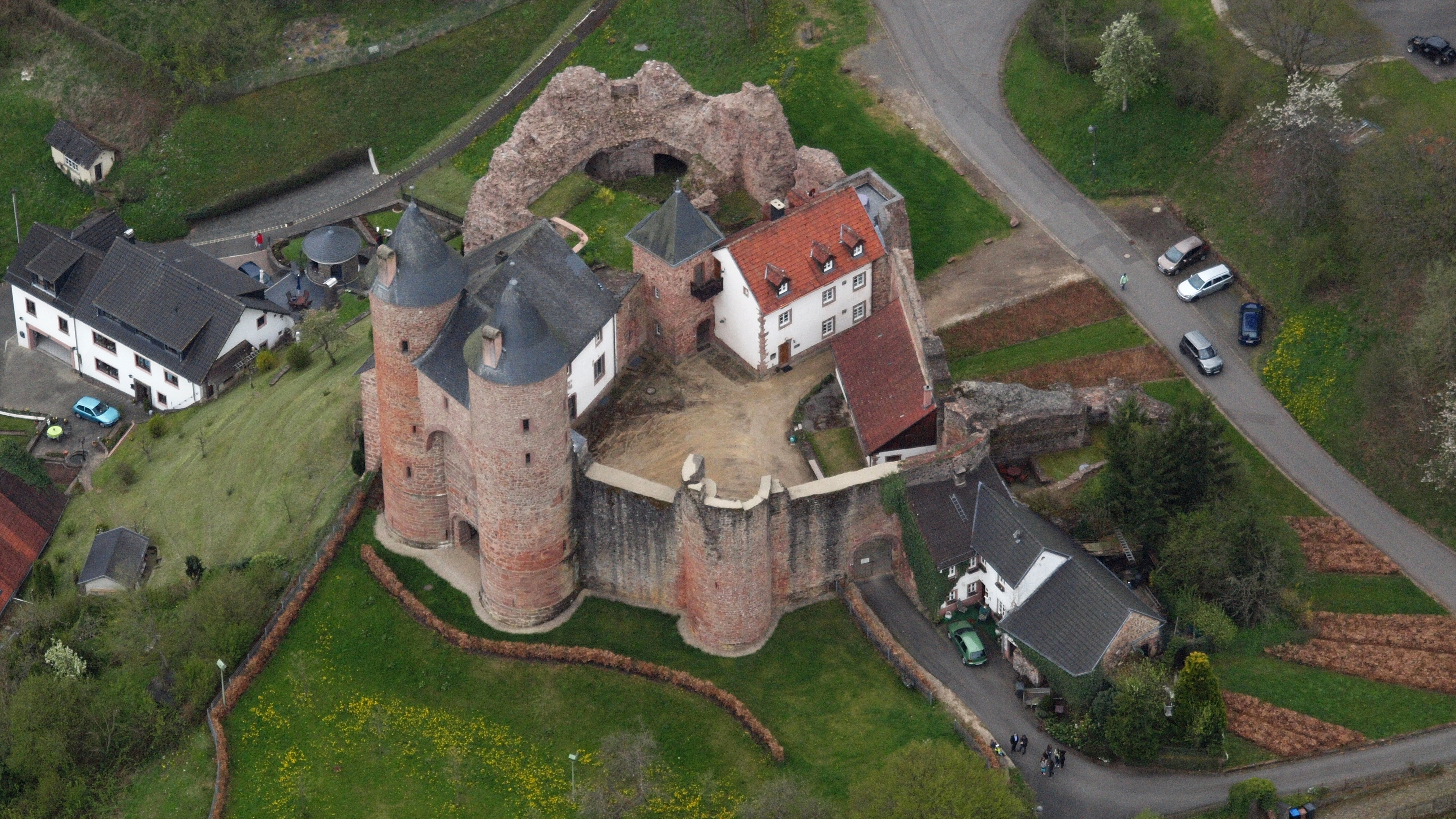
Bertradaburg, Luftaufnahme (2015)

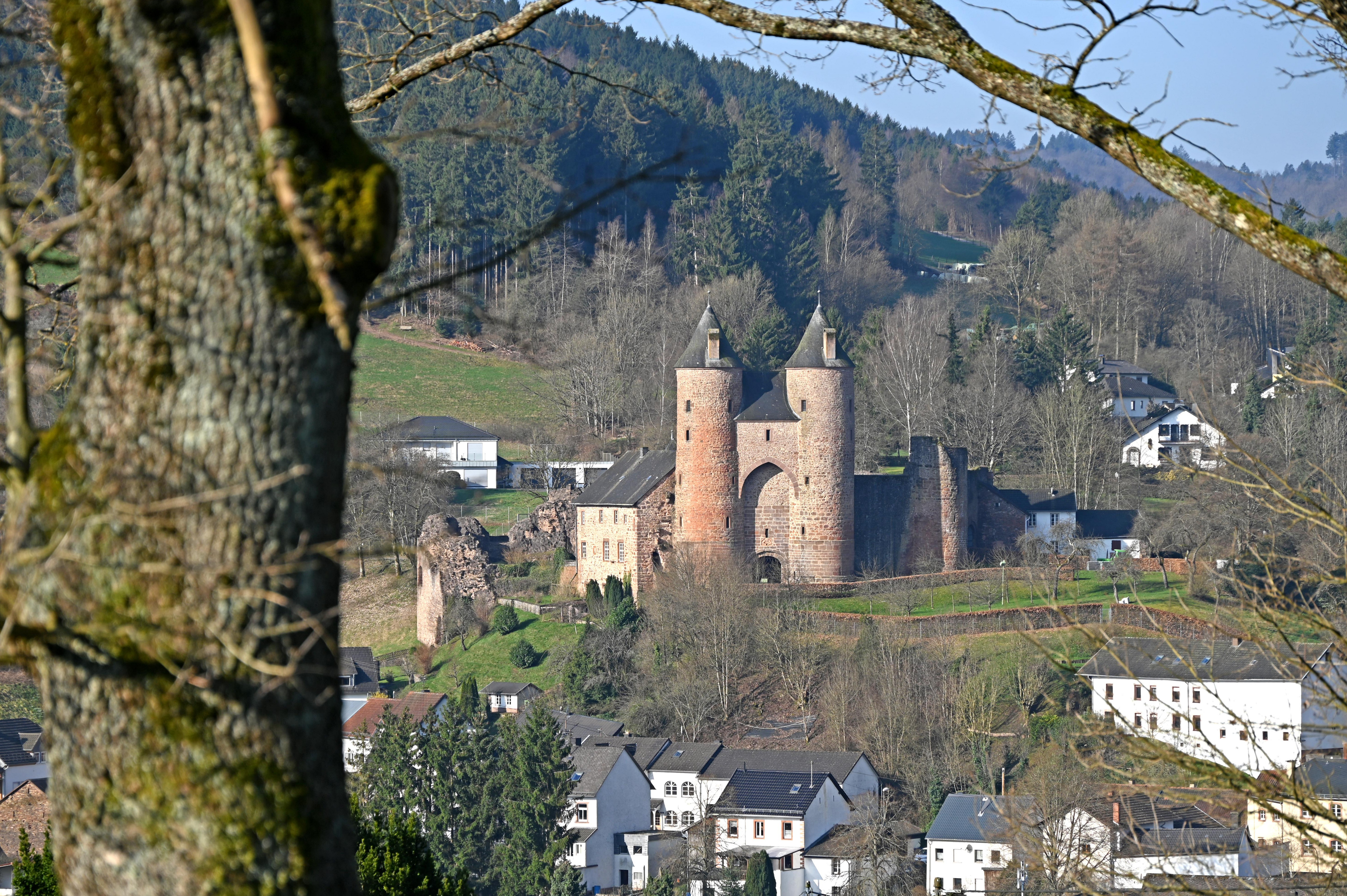
Bertradaburg von Osten

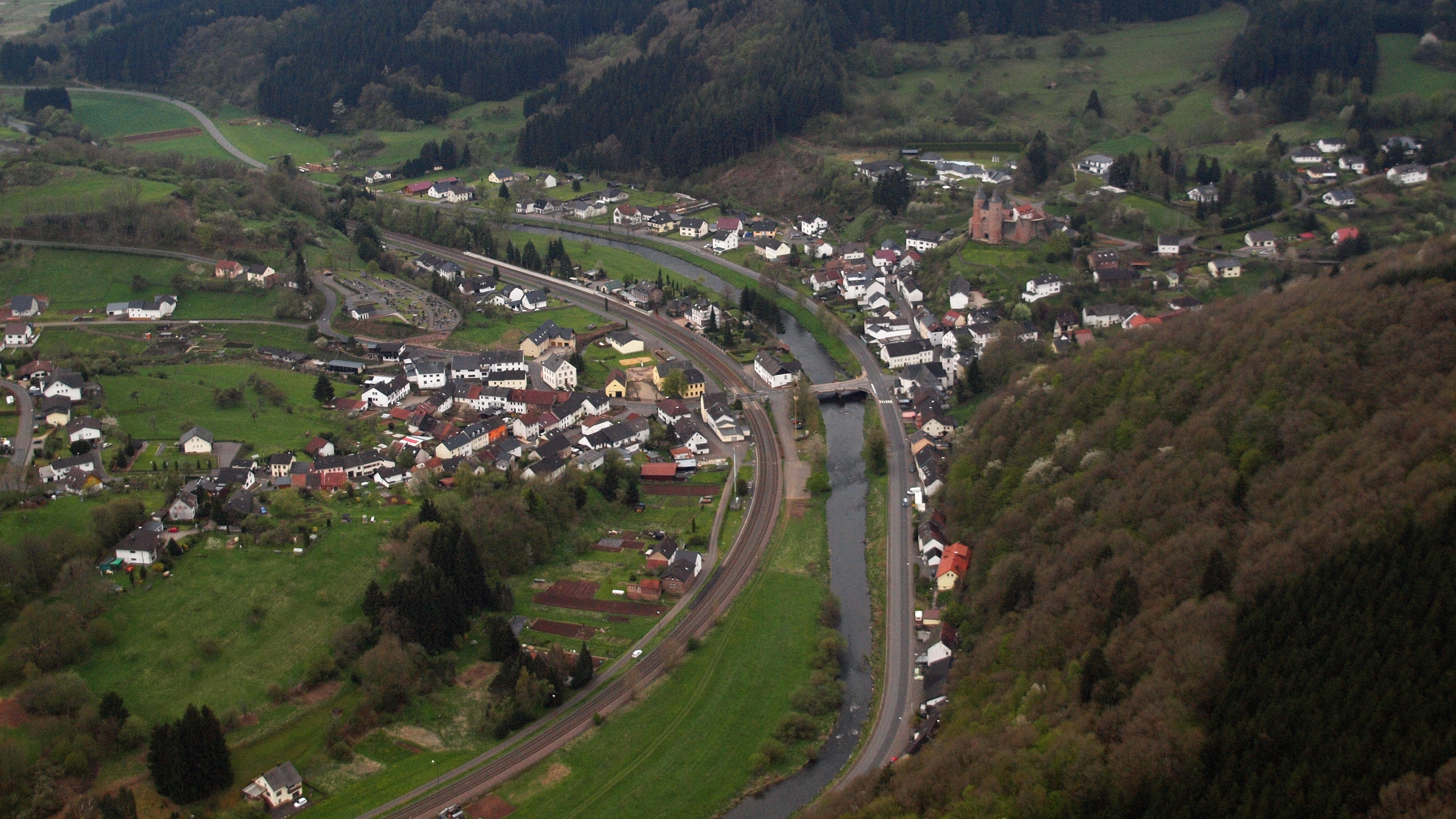
Mürlenbach, Luftaufnahme (2015)

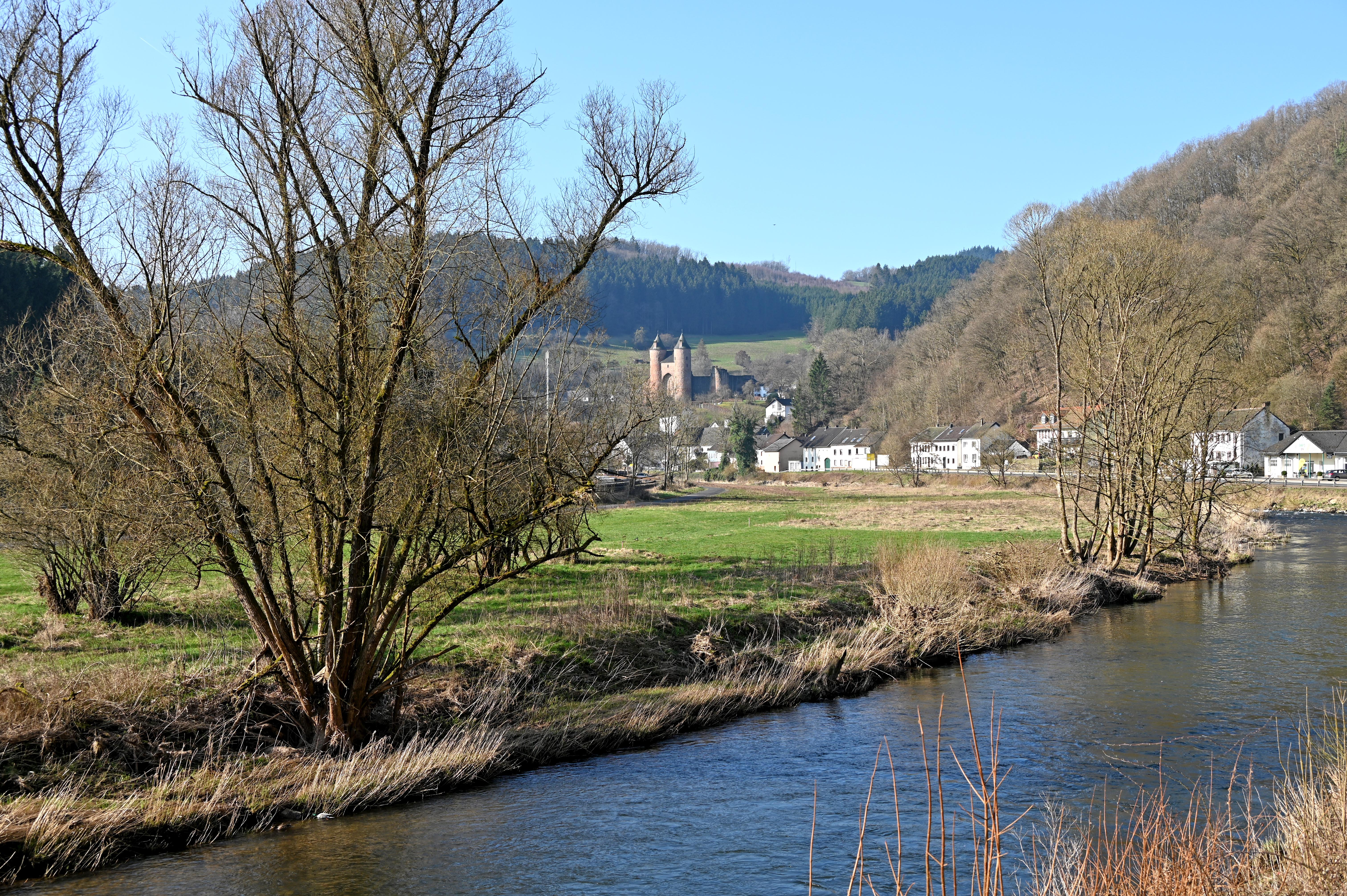
Mürlenbach an der Kyll von Nordosten

In und um Mürlenbach wurden eine Reihe römischer und mittelalterlicher Überreste (kleinere Tempelanlagen, Münzhorte) festgestellt, die im Archiv des Rheinischen Landesmuseums Trier dokumentiert sind. Für eine gewisse Bedeutung des Ortes in Spätantike und Frühmittelalter spricht die günstige Lage in der Nähe der alten Römerstraße von Trier nach Köln, an der Abzweigung eines Seitenweges in östlicher Richtung. Diese Straßen wurden aller Wahrscheinlichkeit nach noch mindestens bis ins Hohe Mittelalter hinein genutzt.
Die Bertradaburg gilt als einer der möglichen Geburtsorte von Karl dem Großen; diese Theorie lässt sich aber nicht belegen. Die Existenz der Burg ist erst seit dem 13. Jahrhundert urkundlich nachgewiesen (vergleiche das Mittelrheinische Urkundenbuch), es sprechen jedoch archäologische Befunde für die Existenz von Vorgängerbauten der heute noch bestehenden eindrucksvollen Burganlage undatierten Alters.
Ob Mürlenbach bereits im Frühen Mittelalter zur Abtei Prüm gehörte und damit in eine mittelbare Nähe zum karolingischen Königtum zu setzen wäre, ist ebenfalls kaum nachweisbar. Im Hohen Mittelalter jedenfalls gehörten Ort und Burg zur Abtei Prüm. Die Burg war dabei sowohl als Grenzbefestigung wie auch als Rückzugsort des Prümer Klosters von Bedeutung.
Mit Anschluss der Abtei an das Trierer Kurfürstentum im 16. Jahrhundert verlor die Burg stark an Bedeutung, obwohl sie zunächst noch ausgebaut und mit Artilleriebastionen versehen worden war. Nach der Säkularisation des Kurfürstentums nach den französischen Revolutionskriegen wurde die zu diesem Zeitpunkt schon teilweise verfallene Burganlage zur Nutzung als Steinbruch veräußert.
Ein Feuer richtete am 21. April 1824 schwere Verwüstungen an. 24 Häuser, 25 Scheunen und Stallungen sowie die Kirche wurden zerstört oder beschädigt.
Sowohl Kirchengemeinde als auch Ortsgemeinde stellten bis ins 20. Jahrhundert ein regionales Zentrum dar.
Im Rahmen der rheinland-pfälzischen Funktional- und Gebietsreform wurde Mürlenbach zusammen mit 14 weiteren Gemeinden am 7. November 1970 vom gleichzeitig aufgelösten Landkreis Prüm in den Landkreis Daun (seit 2007 Landkreis Vulkaneifel) umgegliedert.
Bevölkerungsentwicklung
Die Entwicklung der Einwohnerzahl von Mürlenbach, die Werte von 1871 bis 1987 beruhen auf Volkszählungen:
| Jahr | Einwohner |
| 1815 | 466       |
| 1835 | 647       |
| 1871 | 747       |
| 1905 | 824       |
| 1939 | 887       |
| 1950 | 931       |

| Jahr | Einwohner |
| 1961 | 762       |
| 1970 | 812       |
| 1987 | 694       |
| 1997 | 690       |
| 2005 | 612       |
| 2023 | 524       |

## Religion

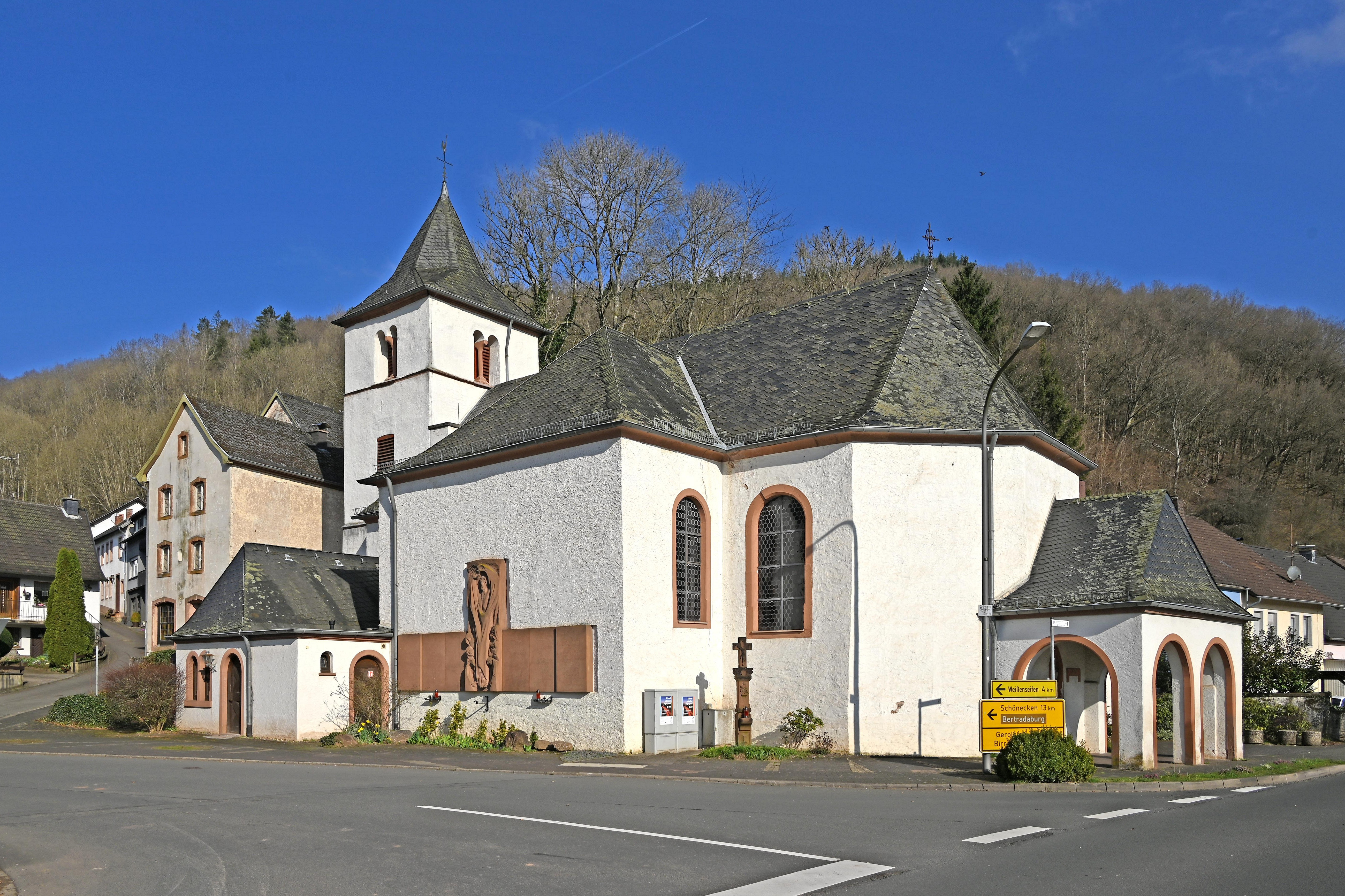
St. Luzia von Südosten

Die meisten der Einwohner Mürlenbachs sind Christen, davon wiederum der überwiegende Teil römisch-katholische. Es existiert im Ort eine katholische Kirche, die St. Luzia Kirche.
Neben Christen lebten seit der zweiten Hälfte des 19. Jahrhunderts bis Ende der 1930er Jahre auch Juden in Mürlenbach, deren Zahl anhand der Volkszählungen ermittelt wurde: 12 (1885), 8 (1895), 9 (1905), 4 (1930).

## Politik

### Gemeinderat
Der Gemeinderat in Mürlenbach besteht aus zwölf Ratsmitgliedern, die bei der Kommunalwahl am 9. Juni 2024 in einer Mehrheitswahl gewählt wurden, und dem ehrenamtlichen Ortsbürgermeister als Vorsitzendem. Bei den Wahlen vor 2014 fanden personalisierte Verhältniswahlen statt, da zwei Wahlvorschlagslisten eingereicht wurden.
Die Sitzverteilung im Gemeinderat:
| Wahl | CDU               | FWG               | Gesamt   |
| ---- | ----------------- | ----------------- | -------- |
| 2024 | per Mehrheitswahl | per Mehrheitswahl | 12 Sitze |
| 2019 | per Mehrheitswahl | per Mehrheitswahl | 12 Sitze |
| 2014 | per Mehrheitswahl | per Mehrheitswahl | 12 Sitze |
| 2009 | 8                 | 4                 | 12 Sitze |
| 2004 | 9                 | 3                 | 12 Sitze |

### Bürgermeister
Ewald Weidig (CDU) wurde am 3. Juli 2019 Ortsbürgermeister von Mürlenbach. Bei der Direktwahl am 26. Mai 2019 war er mit einem Stimmenanteil von 71,59 % gewählt worden. Bei der Direktwahl am 9. Juni 2024 wurde er als einziger Bewerber mit 70,5 % für weitere fünf Jahre wiedergewählt.
Weidigs Vorgänger als Ortsbürgermeister war Christoph Hacken (CDU).

### Wappen
| Wappen von Mürlenbach | Blasonierung: „In Grün eine erhöhte, eingebogene, silberne Spitze, darin ein rotes Torhaus mit zwei Türmen, einen blauen Wellenschildfuß teilweise überdeckend. Vorne ein silbernes Lamm mit Fahne, darin ein rotes Kreuz, hinten ein links gewendeter silberner Dolch.“ |
| Wappen von Mürlenbach | |

## Wirtschaft und Infrastruktur

### Schienenverkehr
Der Haltepunkt Mürlenbach liegt an der Eifelstrecke (Köln – Euskirchen – Gerolstein – Trier). Es handelt sich um einen Bedarfshalt, der von den Zügen des Schienenpersonennahverkehrs der RB 22 bedient wird:
| Linie       | Verlauf | Takt   |
| ----------- | --- | ------ |
| RE 22 RB 22 | Eifel-Express: Köln Messe/Deutz – Köln Hbf – Köln West – Köln Süd – Erftstadt – Weilerswist – Euskirchen – Mechernich – Kall – Urft (Steinfeld) – Nettersheim – Blankenheim (Wald) – Schmidtheim – Dahlem (Eifel) – Jünkerath – Lissendorf – Oberbettingen-Hillesheim – Gerolstein (Gattungswechsel RE/RB) – Birresborn – Mürlenbach – Densborn – Usch/Zendscheid – St. Thomas – Kyllburg – Bitburg-Erdorf – Hüttingen – Philippsheim – Speicher – Auw an der Kyll – Daufenbach – Kordel – Ehrang – Pfalzel – Trier Hbf (aufgrund von Hochwasserschäden längerfristig im Schienenersatzverkehr zwischen Kall und Gerolstein) Stand: April 2023 | 60 min |

Für den gesamten Öffentlichen Personennahverkehr (ÖPNV) gilt der Tarif des Verkehrsverbunds Region Trier (VRT).

### Ansässige Unternehmen
In Mürlenbach entwickelt und produziert die Firma Feluwa Pumpen GmbH seit 1960 Prozesspumpen und Abwasserhebeanlagen. So stammt beispielsweise die komplette Pumpenanlage für den Berlin Lehrter Stadtbahnhof und die Umweltpumpentechnik der Spangdahlem Air Base von Feluwa.